# Hard Sun
 (décembre 2018).
Hard Sun est une série télévisée britannique et américaine en six épisodes de 55 minutes créée et écrite par Neil Cross, et diffusée du 6 janvier au 10 février 2018 sur BBC One et aux États-Unis à partir du 7 mars 2018 sur Hulu.
Cette série a été diffusée en France sur Canal+ et Polar+. Elle est inédite dans les autres pays francophones.

## Synopsis
Hard Sun est un drame policier pré-apocalyptique se déroulant dans le Londres contemporain. Les protagonistes sont deux officiers de police incompatibles, Charlie Hicks et Elaine Renko, qui tombent sur une preuve irréfutable qu'un événement cosmique mystérieux détruira la terre dans cinq ans, un fait que le gouvernement tente de garder secret pour éviter une anarchie totale. Le duo est poursuivi par des membres du MI5 qui tentent de les faire taire pour de bon.

## Distribution
- Jim Sturgess (VF : Félicien Juttner) : Inspecteur en chef Charlie Hicks
- Agyness Deyn (VF : Laure Sagols) : Inspecteur Elaine Renko
- Nikki Amuka-Bird (VF : Pauline de Meurville) : Grace Morrigan
- Owain Arthur (VF : Maxime Bailleul) : Sergent Keith Greener
- Lorraine Burroughs (VF : Dorylia Calmel) : Simone Hicks
- Richard Coyle (VF : Laurent Natrella) : Thom Blackwood
- Dermot Crowley (VF : Michel Laroussi) : Père Dennis Chapman
- Varada Sethu (VF : Célia Rosich) : Sergent Mishal Ali
- Jojo Macari (VF : Roman Kané) : Daniel Renko
- Adrian Rawlins (VF : Yann Guillemot) : Sergent George Mooney
- Derek Riddell (VF : Constantin Pappas) : Commandant Roland Bell
- Ukweli Roach (en) (VF : Jean-Baptiste Anoumon) : Will Benedetti
- Joplin Sibtain (VF : Jean-Luc Atlan) : Sergent Herbie Sarafian
- Aisling Bea (VF : Raphaëlle Bouchard) : Mari Butler
- Cameron King (en) (VF : Dorothée Pousséo) : Owen
- Kae Alexander (en) (VF : Sarah Taradach) : Angie
- Tamara Smart : Hailey Hicks